# Atlantic Motorsport Park
Der Atlantic Motorsport Park ist eine permanente Motorsport-Rennstrecke in Shubenacadie in der Provinz Nova Scotia in Kanada. Die Strecke gilt als einzige in Nordamerika, welche von Freiwilligen betrieben wird.

## Geschichte
Die Rennstrecke hat ihre Ursprünge in der wachsenden Popularität des Motorsports in Kanada in den 1960er-Jahren, wobei der Canadian Automobile Sport Clubs (CASC) als wichtigster Dachverband fungierte. Es fehlte allerdings an der Atlantikküste an Rennstrecken, was dazu führte, dass oft temporäre Kurse für die Rennen verwendet wurden. Um dem entgegenzuwirken, gab die CASCAR die Planung einer permanenten Rennstrecke bekannt, wobei diese jedoch von regionalen Verbänden erbaut werden sollte. Der Teammanager Frank McCarthy fing daraufhin an Investoren zu suchen und kurz darauf wurde die Atlantic Motorsport Park Inc gegründet, welche ein Stück Land in der Nähe von Shubenacadie erwarb. Lokale Unternehmen wurden ermutigt in den Kurs zu investieren um die Baukosten niedrig zu halten.
Im August 1974 wurde die Strecke offiziell eröffnet und fungierte in den ersten Jahren ihres Bestehens als Austragungsort der Formel Atlantic. Neben den Formelrennen wurde sie auch Teil des Rennkalenders der kanadischen Superbike-Meisterschaft.

## Die Strecke
Der 1,6 Meilen lange Kurs übernahm teilweise die bereits natürlich vorhandenen Linien und ist dank seiner engen Kurven eine Herausforderung für Fahrer. Er umfasst 11 Kurven.